# Montussaint
Montussaint é uma comuna francesa na região administrativa de Borgonha-Franco-Condado, no departamento de Doubs. Estende-se por uma área de 3,04 km². Em 2010 a comuna tinha 58 habitantes (densidade: 19,1 hab./km²).